# Misael Escuti
Misael Escuti Rovira (Copiapó, 20 de diciembre de 1926-Santiago, 3 de enero de 2005) fue un futbolista chileno. Jugaba de guardameta y su primer equipo fue el Club de Deportes Badminton.
Con la selección chilena, disputó la Copa Mundial de Fútbol de 1962.

## Trayectoria
Escuti se inició futbolísticamente en las divisiones inferiores del club Washington Barner, de la Plaza Brasil. Posteriormente ingresó a las divisiones inferiores de Santiago National, pasando en 1944 a Badminton, en reemplazo de su estrella René Quitral, transferido para subsanar dificultades económicas del club. Como tercer arquero, logra consagrarse y ganarse la titularidad.
El 8 de diciembre de 1945 refuerza a Colo-Colo en un amistoso con Universitario de Lima (era habitual ese tipo de préstamos), responde bien, y le vale ser contratado por los albos para la temporada 1946. Entre 1946 y 1964 defendió el pórtico de Colo-Colo, siendo una de las más grandes figuras históricas del equipo albo, jugó en total 18 temporadas de las cuales 14 fue el capitán del equipo. 
Debuta oficialmente por Colo-Colo el 4 de abril de 1946, frente a Unión Española , en un empate a un gol. En uno de los últimos partidos de ese año (1946), se golpea su muñeca izquierda contra un vertical, sufriendo una fractura que lo mantendría inactivo todas la temporada 1947 siendo ese año Campeón el equipo de Colo-Colo, sin jugar un solo partido. 
Iniciando una relación con el Club de Colo-Colo que duró 18 años que termina en 1964
El récord lo produce en los campeonatos 1953 y 1958 donde recibe solo 32 goles con un promedio de 0.94 goles por partido. En reverso de la medalla lo tiene en enero de 1954 cuando al enfrentar al Partizan, Colo-Colo pierde 4-8. A él le marcaron 7 y a Mario Pizarro el otro gol. Como el amistoso fue un partido nocturno, desde entonces quedó con el apodo de “el ciego". 
Dejó Colo-Colo el 17 de octubre de 1964 cuando tenía 38 años de edad pero estaba físicamente íntegro y en el altísimo nivel de siempre todos comentan que podía haber jugado fácilmente 2 o 3 años más. Sin embargo esa noche también se retiró del fútbol, con su sobriedad característica usando la misma tenida de siempre, blusón y pantalón negro.
Afectado por la enfermedad de Alzheimer, desde agosto de 2004 se encontraba postrado en una casa de reposo. Finalmente, Escuti falleció producto de un paro cardíaco el 3 de enero de 2005.

## Selección nacional
Escuti disputó 48 partidos con la selección de fútbol de Chile, de los cuales 29 fueron partidos oficiales y 19 amistosos. Debutó el 12 de julio de 1953, en un partido amistoso frente a la selección española, que finalizó 2:1 a favor de los europeos.
Fue nominado por el entrenador Luis Tirado para defender el arco en el Campeonato Sudamericano 1955, disputó los cinco partidos de dicho torneo, donde la selección chilena finalizó en segundo lugar, tras Argentina. Repitió su participación en el Campeonato Sudamericano 1956, destacando su desempeño en la histórica goleada 4:1 ante la Brasil; participó en tres de los cinco encuentros que llevaron a la roja a un nuevo subcampeonato.
Para el Campeonato Sudamericano 1957, Escuti disputó cinco de los seis partidos. Sin embargo, una serie de incidentes protagonizados por la selección chilena, le costaron una suspensión de por vida para partidos internacionales. Años después fue indultado, volviendo a las nóminas nacionales.
Fernando Riera depositó su confianza en él como portero titular para la Copa Mundial de Fútbol de 1962. Escuti disputó cinco de los seis partidos, cediendo el puesto a Adán Godoy en la definición del tercer lugar ante Yugoslavia, donde Chile alcanzó su máximo hito internacional.
Disputó su último partido con la selección el 24 de julio de 1963, en el empate 0:0 ante Uruguay.

#### Participaciones en Copa América
| Copa              | Sede    | Resultado   | Partidos |
| ----------------- | ------- | ----------- | -------- |
| Sudamericano 1955 | Chile   | Subcampeón  | 5        |
| Sudamericano 1956 | Uruguay | Subcampeón  | 3        |
| Sudamericano 1957 | Perú    | Sexto lugar | 5        |

#### Participaciones en Copas del Mundo
| Mundial              | Sede  | Resultado    | PJ |
| -------------------- | ----- | ------------ | -- |
| Copa Mundial de 1962 | Chile | Tercer lugar | 5  |

## Vida personal
Escuti se casó en dos oportunidades, primero con Silvia Maldonado, y tuvieron a Jaime Escuti, Luego se casó con Marcia Román y nacieron tres hijos.
Tras su retiro del fútbol, Misael Escuti instaló una tienda deportiva llamada "Deportes Escuti" y creó una empresa de corretaje de propiedades.

## Clubes
| Club      | País  | Año       |
| --------- | ----- | --------- |
| Badminton | Chile | 1944-1945 |
| Colo-Colo | Chile | 1946-1964 |

## Palmarés

### Torneos nacionales oficiales
| Título           | Club      | País  | Año  |
| ---------------- | --------- | ----- | ---- |
| Primera División | Colo-Colo | Chile | 1953 |
| Primera División | Colo-Colo | Chile | 1956 |
| Copa Chile       | Colo-Colo | Chile | 1958 |
| Primera División | Colo-Colo | Chile | 1960 |
| Primera División | Colo-Colo | Chile | 1963 |

### Torneos internacionales oficiales
| Título                       | Equipo             | Sede  | Año  |
| ---------------------------- | ------------------ | ----- | ---- |
| 3.er lugar Copa Mundial 1962 | Selección de Chile | Chile | 1962 |

### Distinciones individuales
| Distinción                            | Año  |
| ------------------------------------- | ---- |
| Mejor Futbolista Profesional de Chile | 1962 |

### Capitán de Colo-Colo
| Predecesor: Caupolicán Peña | Capitán de Colo-Colo 1961-1964 | Sucesor: Mario Moreno |

### Homenajes
Para perpetuar su recuerdo en la memoria deportiva hay dos calles que llevan su nombre, una en la Comuna de Maipú y la otra en la ciudad  Puerto Montt.